# Vancouver International Airport
Vancouver International Airport is het internationale vliegveld van Vancouver, British Columbia, Canada, en ligt op zo'n 12 kilometer van het stadscentrum. Met 17,8 miljoen passagiers in het jaar 2008 is het na Toronto Pearson International Airport het drukste veld van Canada en een van de slechts acht vliegvelden in het land van waar er naar de Verenigde Staten gevlogen mag worden, ook is de luchthaven een van de acht vliegvelden met Amerikaanse douaniers. Het vliegveld is eigendom van het Canadese staatsbedrijf Transport Canada en wordt sinds 1992 beheerd door de Vancouver International Airport Authority. De luchthaven is een hub voor Air Canada en Air Transat, ook is het een focus-city van WestJet.

## Geschiedenis
De aanleg van het veld werd gestart in 1929, 2 jaar nadat Charles Lindbergh besloot om Vancouver niet aan te doen in zijn reis door Noord America vanwege gebrek aan goede faciliteiten.
In de Tweede Wereldoorlog werd een groot deel van het veld verhuurd aan de overheid voor het huisvesten en trainen van luchtmacht vliegers.
Nu vindt men op het vliegveld onder andere een onderdeel van de Boeing fabrieken.

### Operatie Yellow Ribbon
Tijdens de aanslagen op 11 september 2001 werden al het Amerikaanse luchtverkeer lam gelegd. Het was voor het eerst in de geschiedenis dat ook het Canadese luchtruim dicht ging, de Pacifische vluchten moesten echter nog landen en konden alleen uitwijken naar de Vancouverse luchthaven of de Luchthaven in Calgary. Deze operatie, die Operatie Yellow Ribbon werd genoemd, deed uiteindelijk 34 vliegtuigen met daarin 8500 passagiers stranden in Vancouver. Hiermee werd nog eens haar functie als verkeersknooppunt tussen Azië en Noord-Amerika onderstreept.

## Bereikbaarheid
Tot de zomer van 2009 was het alleen mogelijk om met de bus of de taxi naar het centrum van Vancouver af te reizen, maar vanwege de Olympische Spelen en de daarbij horende drukte werd het Skytrain-netwerk (de Vancouverse metro) uitgebreid met de Canada Line. Doordat de bouw drie maanden op voorsprong lag werd die lijn al op 17 augustus 2009 geopend. De binnenstad van Vancouver is sindsdien binnen 25 minuten bereikbaar.

## Luchtvaartmaatschappijen en bestemmingen
- Air Canada - Calgary, Edmonton, Montréal-Trudeau, Ottawa, Toronto-Pearson, Whitehorse, Winnipeg

Peking-Capital, Cancún, Hong Kong, Honolulu, Kahului, Las Vegas, Londen-Heathrow, Los Angeles, Mexico City, Newark, San Diego, San Francisco, Seoel-Incheon, Shanghai-Pudong, Sydney, Tokyo-Narita; Kelowna, Anchorage, Ixtapa-Zihuatanejo, Kona, Montego Bay, Puerto Vallarta, San José del Cabo, Varadero (seizoensgebonden)
- Air Canada Jazz - Castlegar, Cranbrook, Fort McMurray, Fort St. John, Kamloops, Kelowna, Nanaimo, Penticton, Prince George, Prince Rupert, Regina, Sandspit, Saskatoon, Smithers, Terrace, Victoria, Whitehorse, Portland (OR), Seattle/Tacoma; Yellowknife, Edmonton, Calgary (seizoensgebonden)
- Air China - Beijing-Capital
- Air France - Paris Charles de Gaulle
- Air Transat - Cancún; Amsterdam, Frankfurt, Ixtapa-Zihuatanejo, Londen-Gatwick, Manzanillo, Montego Bay, München, Parijs-Charles de Gaulle, Puerto Plata, Puerto Vallarta, Punta Cana, Varadero (seizoensgebonden)
- Air New Zealand - Auckland
- Air North - Whitehorse; Kelowna, Masset, Sandspit, Bay City Texas (seizoensgebonden)
- Alaska Airlines - Los Angeles
- American Airlines - Dallas/Fort Worth
- Britflights (uitgevoerd door Air Atlanta Icelandic - Londen-Gatwick (vanaf 8 juli))
- British Airways - Londen-Heathrow
- Canadian North - DND Cadet Flights
- CanJet - Cancún; Los Cabos, Mazatlán, Puerto Vallarta (seizoensgebonden)
- Cathay Pacific - Hong Kong, New York-JFK
- Central Mountain Air - Campbell River, Comox, Dawson Creek, Quesnel, Williams Lake
- China Airlines - Taipei-Taoyuan
- China Eastern Airlines - Sjanghai-Pudong
- China Southern Airlines - Guangzhou (vanaf 15 juni)
- Condor - Frankfurt (seizoensgebonden)
- Delta Air Lines - Atlanta, Detroit, Minneapolis/St Paul (seizoensgebonden)
- Delta Connection (uitgevoerd door Compass Airlines) - Minneapolis/St. Paul
- Delta Connection (uitgevoerd door SkyWest Airlines) - Salt Lake City
- EVA Air - Taipei-Taoyuan
- Flair Airlines - Kelowna, Victoria
- Harbour Air -  Ganges Harbour, Montague Harbour, Miners Bay, Lyall Harbour, Bedwell Harbour, Victoria/Inner Harbour, Nanaimo Harbour
- Hawkair - Prince Rupert, Smithers, Terrace
- HeliJet - Victoria/Inner Harbour
- Horizon Air - Portland (OR), Seattle/Tacoma
- Icelandair - Reykjavik (seizoensgebonden, van mei t/m oktober)
- Japan Airlines - Tokyo-Narita
- Kelowna Flightcraft Air Charter - Masset, Sandspit, Kelowna
- KD Air - Qualicum Beach, Gilles Bay/Texada Island
- KLM - Amsterdam
- Korean Air - Seoel-Incheon
- Lufthansa - Frankfurt, Munchen (seizoensgebonden, vanaf 16 mei 2013)[5]
- Northern Thunderbird Air - Smithers, Mackenzie, Prince George
- Orca Airways - Qualicum Beach, Tofino, Victoria Airport
- Pacific Coastal Airlines - Anahim Lake, Bella Coola, Calgary, Campbell River, Comox, Cranbrook, Masset, Port Hardy, Powell River, Trail, Victoria, Williams Lake
- Pat Bay Air - Victoria/Inner Harbour, Patricia Bay, Cowichan Bay and other parts of Vancouver Island
- Philippine Airlines - Las Vegas, Manilla
- Salt Spring Air - Ganges Harbour, Maple Bay, Patricia Bay
- San Juan Airlines - Friday Harbor, Anacortes, Bellingham, Seattle-Boeing Field/King County Airport
- Seair Seaplanes - Ganges Harbour, Montague Harbour, Miners Bay, Lyall Harbour, Port Washington, Telegraph Harbour, Nanaimo/Departure Bay, Sechelt, Bedwell Harbour
- Sichuan Airlines - Chengdu, Shenyang
- Sunwing Airlines - Cancún, Puerto Vallarta; Toronto-Pearson, Huatulco, Los Cabos, Mazatlán, Varadero (seizoensgebonden)
- Swiss International Airlines (uitgevoerd door Edelweiss Air) - Zürich (seizoensgebonden)
- Thomas Cook Airlines - Londen-Gatwick; Glasgow, Manchester (UK) (seizoensgebonden)
- Tofino Air - Silva Bay, Sechelt
- United Airlines - Chicago-O'Hare, Denver, San Francisco
- United Express (uitgevoerd door SkyWest Airlines - Denver, Los Angeles
- Virgin Atlantic - London-Heathrow (seizoensgebonden)
- West Coast Air - Nanaimo, Sechelt, Victoria/Inner Harbour
- WestJet - Calgary, Edmonton, Kelowna, Montréal-Trudeau, Ottawa, Prince George, Toronto-Pearson, Winnipeg, Cancún, Honolulu, Kahului, Las Vegas, Los Angeles, Mazatlán, Orange County (vanaf 2 mei), Puerto Vallarta, San José del Cabo; Kitchener/Waterloo, London (ON), Regina, Saskatoon, Kona, Lihue, Montego Bay, Palm Springs, Phoenix, San Francisco (seizoensgebonden)
- Whistler Air - Whistler/Green Lake